# فلیکس زالتن
فلیکس زالتن (آلمانی: Felix Salten؛ ۶ سپتامبر ۱۸۶۹ – ۸ اکتبر ۱۹۴۵) رمان‌نویس، روزنامه‌نگار و فیلم‌نامه‌نویس اتریشی بود. رمان کودکان بامبی، یک زندگی در جنگل از آثار مشهور او است. وی همچنین خالق داستان شهوانی پرفروش یوزفین موتسن‌باخر دانسته می‌شود.

## زندگی‌نامه
فلیکس زالتن در خانواده‌ای یهودی متولد شد. یک ماه بعد از تولدش خانواده‌اش به وین رفتند و ابتدا در محله‌ای اعیان‌نشین آلزرگروند ساکن شدند و سپس به محله ورینگ نقل مکان کردند. فلیکس در سن ۱۶ سالگی مدرسه را ترک کرد و در یک کمپانی بیمه شروع به کار کرد.